# Oak Valley (Nova Jersey)
Oak Valley és una concentració de població designada pel cens dels Estats Units a l'estat de Nova Jersey. Segons el cens del 2000 tenia 3.747 habitants.

## Demografia
Segons el cens del 2000, Oak Valley tenia 3.747 habitants, 1.305 habitatges, i 1.060 famílies. La densitat de població era de 2.066,7 habitants/km².
Dels 1.305 habitatges en un 36,3% hi vivien nens de menys de 18 anys, en un 63,4% hi vivien parelles casades, en un 12,3% dones solteres, i en un 18,7% no eren unitats familiars. En el 16,5% dels habitatges hi vivien persones soles el 8% de les quals corresponia a persones de 65 anys o més que vivien soles. El nombre mitjà de persones vivint en cada habitatge era de 2,87 i el nombre mitjà de persones que vivien en cada família era de 3,2.
Per edats la població es repartia de la següent manera: un 25,4% tenia menys de 18 anys, un 7,2% entre 18 i 24, un 31,8% entre 25 i 44, un 20,9% de 45 a 60 i un 14,8% 65 anys o més.
L'edat mediana era de 37 anys. Per cada 100 dones de 18 o més anys hi havia 92,4 homes.
La renda mediana per habitatge era de 50.746 $ i la renda mediana per família de 55.573 $. Els homes tenien una renda mediana de 36.250 $ mentre que les dones 25.350 $. La renda per capita de la població era de 19.148 $. Aproximadament el 3% de les famílies i el 3,7% de la població estaven per davall del llindar de pobresa.

## Poblacions més properes
El següent diagrama mostra les poblacions més properes.